# Peby College
Peby College（ペビーカレッジ）は、株式会社Peby Style（Peby Style，Inc.）が運営する総合習い事教室。代表取締役は川野大地。

## 沿革
- 2014年 03月 板橋キャンパス 開設
- 2016年 04月 Peby College Next 板橋キャンパス 開設
- 2017年
  - 03月 Peby College Next 中学生部 開設
  - 04月 足立花畑キャンパス 開設
- 2019年 04月 福岡キャンパス(現 福岡早良キャンパス) 開設
- 2020年
  - 04月 西巣鴨キャンパス 開設
  - 05月 Online教育「Study Collect」リリース（サブスクリプションモデル）
  - 08月 株式会社Peby StyleとUCK Inc. Japanにて資本提携、合同会社Education Hackを設立
- 2021年
  - 04月 福岡春日キャンパス 開設
  - 07月 KDDI次世代型オンラインサービスに参画
  - 11月 株式会社四谷大塚と提携 アウトプット型指導塾 「凛学館」設立
- 2022年
  - 02月 戸田キャンパス 開設
  - 03月 Peby College RED LABEL・Peby College GREEN LABEL 設立
  - 04月 綾瀬キャンパス・蘇我キャンパス・洗足キャンパス・辰巳キャンパス 開設
  - 06月 清澄白河キャンパス 開設
  - 07月 学芸大学キャンパス 開設
  - 11月 公式Youtubeチャンネル 開設
- 2025年
  - 2月 STart creation株式会社とグループ統合

## 事業
- 子ども教育スクール事業
- 子どもオンライン教育事業
- スクールコンサルティング事業
- 講師出張レッスン事業
- セミナーの開催
- 教本・教材開発、販売
- 子供学校外教育研究機関
- 出版事業

## 関連会社
- 合同会社Education Hack
- STart creation株式会社